# Nasiternella grallator
Nasiternella grallator är en tvåvingeart som beskrevs av Alexander 1962. Nasiternella grallator ingår i släktet Nasiternella och familjen hårögonharkrankar. Inga underarter finns listade i Catalogue of Life.